# 2676 T-3
2676 T-3 är en asteroid i huvudbältet som upptäcktes den 11 oktober 1977 av den nederländsk-amerikanske astronomen Tom Gehrels och det nederländska astronomparet Ingrid van Houten-Groeneveld och Cornelis Johannes van Houten vid Palomarobservatoriet